# Edward Dodwell
Edward Dodwell (30 de novembro de 1767 - 13 de maio de 1832) foi um pintor, escritor, viajante e arqueólogo irlandês.

## Biografia
Dodwell nasceu em Dublin e fazia parte da mesma família que o teólogo Henry Dodwell. Estudou no Trinity College, em Cambridge.
Viajou pela Grécia entre 1801 e 1806, que era então parte do Império Otomano, e passou a maior parte do resto de sua vida na Itália, em Nápoles e Roma, onde morreu em consequência dos efeitos de uma doença contraída em 1830 durante uma visita de exploração às montanhas dos Sabinos.
Dodwell publicou Uma excursão Clássica e Topográfica através da Grécia (1819), traduzida para o alemão em 1821, Vistas na Grécia (1821), com trinta imagens coloridas, e Vistas e Descrições de Restos Ciclópicos ou Pelágicos na Itália e na Grécia (1834), publicado em francês, em Londres e Paris.